# Orchestra Invisibile
L’Orchestra Invisibile è un gruppo musicale italiano fondato a Cascina Rossago (PV) nel 2005, nel contesto della prima farm community italiana pensata appositamente per le possibilità e le esigenze delle persone con autismo.

## Storia
Il gruppo originale, costituito dai primi residenti di Cascina Rossago e da alcuni studenti, specializzandi e docenti dell'Università di Pavia, si è arricchito nel corso del tempo fino a comprendere 25 componenti, 12 dei quali sono affetti da autismo. L'orchestra presenta un assetto variabile, che può annoverare fino a 14 percussionisti, 1 flautista 2 clarinettisti, 3 saxofonisti, 3 trombettisti, 3 trombonisti, 2 chitarristi, 2 bassisti e alcuni pianisti. Il vocabolo ‘invisibile’ si riferisce ad una caratteristica fondante del gruppo: quella di contenere la ‘visibilità’ dei musicisti, nel timore che la presenza di un pubblico, anche conosciuto, potesse turbare la serenità di alcuni elementi dell'Orchestra. Nonostante ciò, l'Orchestra Invisibile ha partecipato ad alcune manifestazioni pubbliche e tenuto concerti in teatri, tra i quali Torino, Pavia, Tortona, Como, Viterbo, Vicenza, Bologna, Milano, Lecco. Tuttora, gli scambi comunicativi all'interno dell'orchestra avvengono prevalentemente sul piano non verbale, suonando assieme. Dopo avere sperimentato diversi generi musicali, il repertorio dell'Orchestra Invisibile si è orientato verso il jazz mainstream. L'esperienza maturata ha infatti mostrato come questo genere musicale consenta un buon compromesso fra la costanza e la coerenza delle strutture armoniche e il cambiamento, apportato dall'improvvisazione e dallo spirito di esplorazione e libertà, caratteristici del jazz. Il risultato, come è possibile apprezzare nelle tracce del primo album Orchestra Invisibile, live 2012, pubblicato dall'etichetta indipendente Etichette Invisibili, è quello di un gruppo stonato e scoordinato inizialmente, che gradualmente si sincronizza ed armonizza, raggiungendo verso il finale una piacevole sensazione di insieme. Il gruppo suona regolarmente il venerdì pomeriggio, a Cascina Rossago. È possibile assistere alle prove dell'orchestra, a condizione di partecipare attivamente, suonando. Questo aspetto ha favorito, negli anni, la collaborazione con noti musicisti, come Ellade Bandini (batterista di Paolo Conte, Fabrizio De André, Francesco Guccini, Mina e molti altri), Jorge Alberto Guerrero, Claudio Perelli e Walter Casali.
Altra caratteristica cruciale dell'Orchestra è la sua disposizione circolare, sia nelle prove che in pubblico, alternando strumenti melodici e ritmici, in coerenza con la “stessità” (sameness) e la coerenza del setting musicale. Questa disposizione ha l'intento di favorire la comunicazione all'interno del gruppo, facilitando il contatto visivo reciproco. Dal talento compositivo di una componente del gruppo, Simona Concaro, e grazie alla collaborazione della concertista internazionale Hanna Shybayeva, sono nati il disco Playing with Autism 1.0 (Etichette Invisibili, INVI1301) e il libro Playing with Autism 1.1 - Encountering Simona Concaro by Her Music (PUP 2014). Le esecuzioni di Simona Concaro sono state successivamente registrate in studio ed incise come Playing with Autism 2.0 (Etichette Invisibili, INVI1401).
Nel 2015 è stato pubblicato il libro fotografico Orchestra Invisibile (Jaca Book 2015). Nel corso della presentazione al Salone del Libro di Torino il Maestro Gaetano Liguori ha dedicato un concerto all'Orchestra Invisibile. In occasione del decennale di attività si sono svolti due concerti che hanno visto protagonista l'Orchestra sul palcoscenico del Teatro Municipale di Casale Monferrato e dell'Auditorium dell'Istituto Vittadini di Pavia. Quest'ultimo concerto si è svolto in collaborazione con l'associazione Ghislierimusica. Inoltre, le Edizioni Cardano di Pavia hanno pubblicato Ritratti Invisibili, omaggio ai percussionisti dell'orchestra.
Nel 2016 l'Orchestra Invisibile ha partecipato al Festival Caffeina a Viterbo, ottenendo il favore di pubblico e critica vincendo la scommessa della prima vera trasferta del gruppo. Nel 2017 i musicisti si sono esibiti a Lodi nell'ambito della Giornata mondiale per la consapevolezza sull'autismo presso l'auditorium Tiziano Zalli della Banca Popolare di Lodi, progettato da Renzo Piano. Le esibizioni sono state registrate e pubblicate in Orchestra Invisibile Live 2017 (Etichette Invisibili, INVI1701) insieme ad una videoclip sull'Orchestra Invisibile realizzato da Giorgia Soi con il contributo di Rossana De Michele. Nel 2018 l'Orchestra Invisibile ha concluso la seconda edizione del Festival Gli stati della Mente, a Vicenza  e inaugurato il Resilience Symposium 2019 presso l'Università di Bologna. Il 6 dicembre 2019 l'Orchestra Invisibile, in occasione del suo quindicesimo Concerto di Natale, ha interpretato la Sinfonia degli Arrivi , accogliendo al suo interno numerosi nuovi musicisti. Durante la pandemia da Covid19, in relazione alle note restrizioni, l'attività dell'Orchestra Invisibile è continuata grazie all'impegno di Stefano Damiani, medico della struttura, e a quello degli educatori presenti. L'attività esterna è ripresa nel corso del 2022 con la partecipazione all'Happy Jazz Fest (15 settembre, Milano) e con il concerto di Natale all'Auditorium San Rocco (4 dicembre, Voghera). Il 27 marzo 2023 l'Orchestra Invisibile ha tenuto un concerto al Conservatorio G. Verdi di Milano nell'ambito del Convegno "Musica, Inclusione, Creatività" mentre il 3 dicembre ha inaugurato il Festival Lombardo dell'Inclusione in Auditorium Testori . Il 19 ottobre 2024 è stata applaudita all'Auditorium Casa dell'Economia di Lecco .

## Obiettivo originale del progetto Orchestra Invisibile
L'obiettivo originale di questo progetto 'Orchestra Invisibile' era quello di misurare, in maniera rigorosa dal punto di vista scientifico, quali risultati si possono ottenere nel momento in cui all'interno di un gruppo di individui autistici si crea insieme della musica, attraverso l'eventuale miglioramento della loro condizione patologica e delle loro abilità espressive e comunicative.
Per raggiungere questo scopo si è eseguito, attraverso l'utilizzo dell'ABC (Autism Behavior Checklist, scala di valutazione del comportamento autistico) un primo test che ha permesso di calcolare le capacità di partenza dei musicisti con autismo e a un anno di distanza si è effettuato un secondo test.
Dopo 52 esperienze con l'orchestra invisibile è stato possibile riconoscere un considerevole decremento dei valori di ABC.

## Componenti attivi
- Stefano Damiani, Mariacristina Migliardi, Claudio Perelli: saxofono
- Fulvio Piacenza: tromba
- Antonella Caputo: flauto
- Chiara Morosini: clarinetto
- Camilla Figini: clarinetto basso
- Laura Fusar Poli, Silvio Malinverno, Matteo Rocchetti: trombone
- Simona Concaro, Pierluigi Politi: pianoforte
- Alice Mandrini: chitarra elettrica
- Walter Casali: basso elettrico
- Alessio Aquino, Annalisa Aquilano, Samuele Baldin, Ellade Bandini, Giovanni Barale, Marcos Beretta, Federico Campi, Dario Caporaso, Federico Carini, Erminia Casciaro, Claudia Castiglioni, Simona Concaro, Elena Croci, Elisa Guarrera, Alice Mandrini, Cristiano Ravasini, Francesca Spagnuolo, Paolo Rovelli, Andrea Tomaselli, Tiziano Vaghi, Igor Vecchi: percussioni

## Hanno suonato con l'Orchestra Invisibile
- Roberto Aglieri
- Francesca Ajmar
- Alessio Alogna
- Noemi Ancona
- Vincenzo Arienti
- Bernardo Aroztegui
- Giuliana Bagnasco
- David Ruben Barbaglia
- Andrea Bassi
- Maria Besozzi
- Giulia Bianchi
- Ilaria Bonoldi
- Anna Maria Bordin
- Marianna Boso
- Domenico Brignone
- Davide Broglia
- Marcella Cambianica
- Vincenzo Caracciolo
- Alessandra Comai
- Massimiliano Confalonieri
- Oliviero Cremonesi
- Marta Crippa
- Silvia Cucchi
- Mariarosa D'Amico
- Davide Donatellis
- Elodie Favre
- Andrea Ferrario
- Fulvio Ferraris
- Manuela Filippa
- Giulia Gaggero
- Corrado Garbazza
- Lorenzo Giapparize
- Leonardo Graffeo
- Jorge Alberto Guerrero, su paolaerdas.it. URL consultato il 12 settembre 2014 (archiviato dall'url originale il 2 maggio 2016).
- Cecilia Guiot
- Ike Hasbani
- Rosario Ippolito
- Amy Loan
- Filippo Mampreso  soundcloud.com,  https://soundcloud.com/filippomampreso.
- Lara Mancini
- Tito Mangialajo Rantzer
- Giovanni Marchese
- Mara Marini
- Alessandro Minutillo
- Alessia Mori
- Elisabetta Napoli
- Gabriele Naretto
- Elena Nobile
- Lucrezia Oliver
- Paki Panunzio
- Filippo Perelli
- Marianna Pinto
- Francesca Podavini
- Viviana Ponta
- Enrico Pozzato
- Enrico Pozzo
- Adriano Primadei
- Umberto Provenzani
- Alessandra Ramati
- Andrea Randon
- Livio Ravetta
- Elena Rho
- Veronica Riva
- Cristian Rossotti
- Alberto Rovelli
- Chiara Salvottini
- Marco Sannella
- Alberto Scanarotti
- Simona Schiatti
- Hanna Shybayeva, su hannashybayeva.com.
- Teobaldo Soldà
- Cecilia Spallarossa
- Piero Tana
- Sara Targa
- Luigi Tomaselli
- Miriam Tribocco
- Tobia Veglia
- Marco Vercesi
- Walter Vitullo
- Anne-Marie Wille, su istitutodipsicomotricita.com.

## Discografia

### Album
- 2012 - “Orchestra Invisibile live 2012” (Etichette Invisibili, INVI1201)
- 2013 - "Playing with Autism 1.0" (Etichette Invisibili, INVI1301)
- 2014 - "Playing with Autism 2.0" (Etichette Invisibili, INVI1401)
- 2017 - "Orchestra Invisibile live 2017" (Etichette Invisibili, INVI1701)

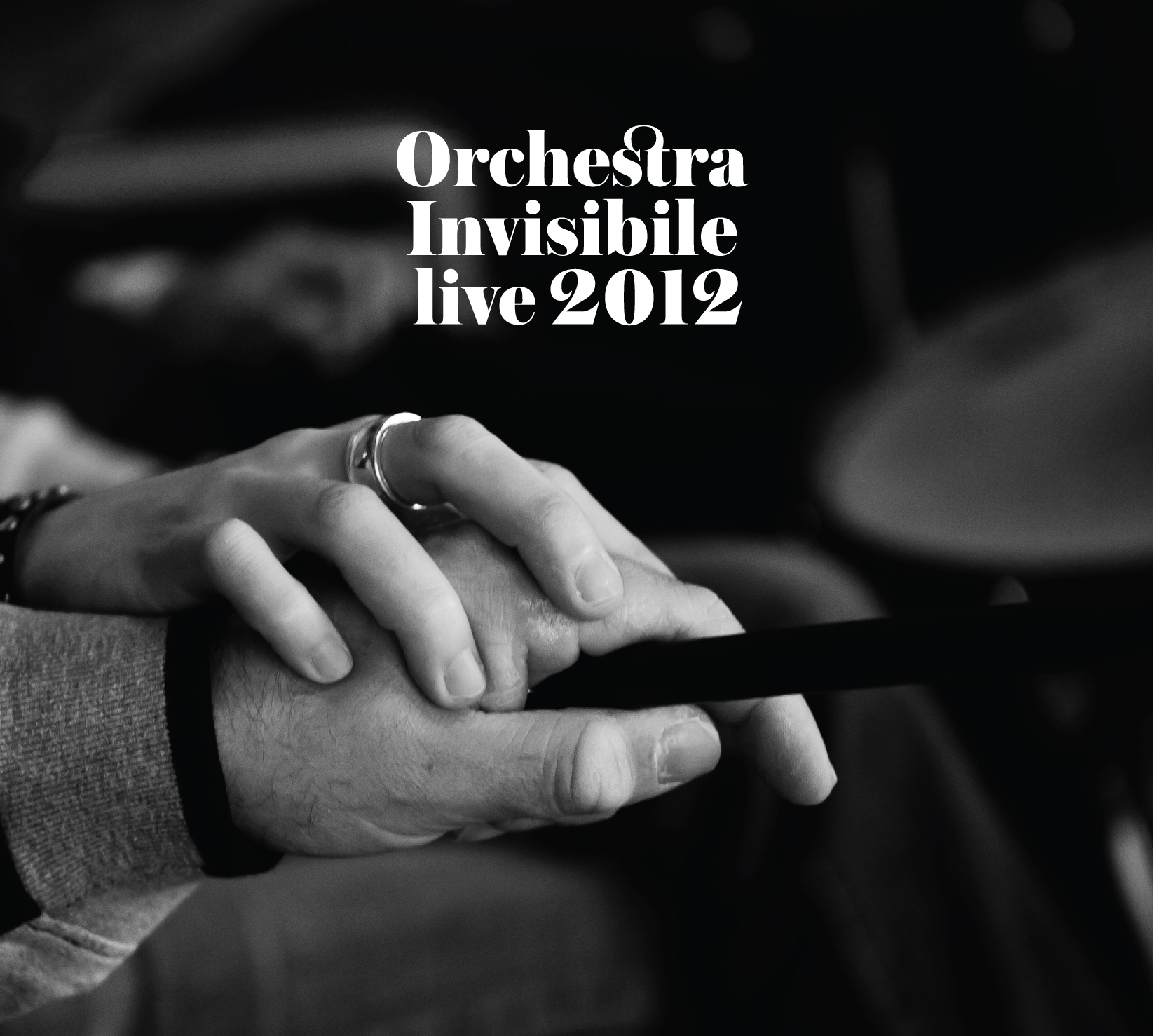
Orchestra Invisibile live 2012
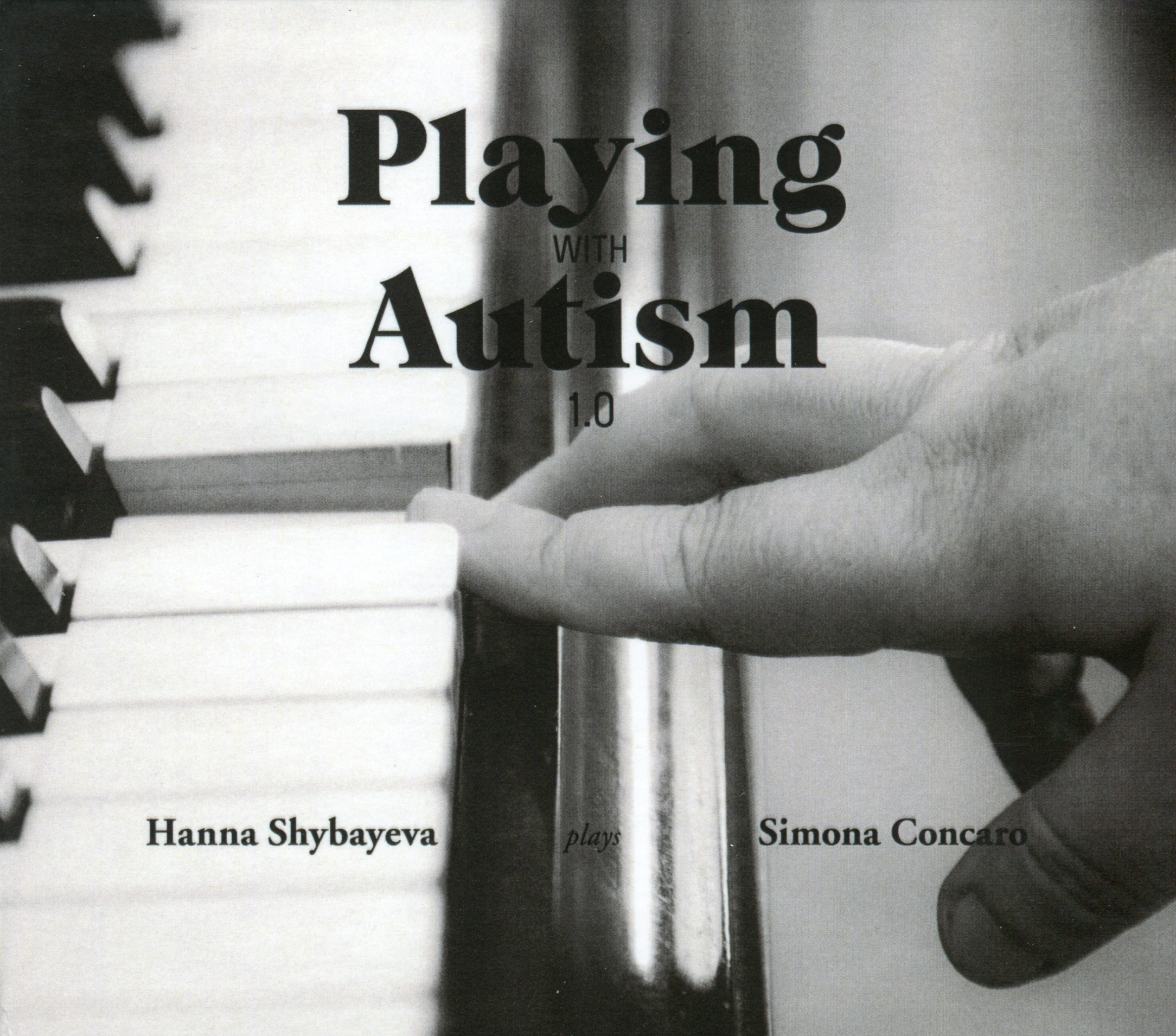
Playing with Autism 1.0
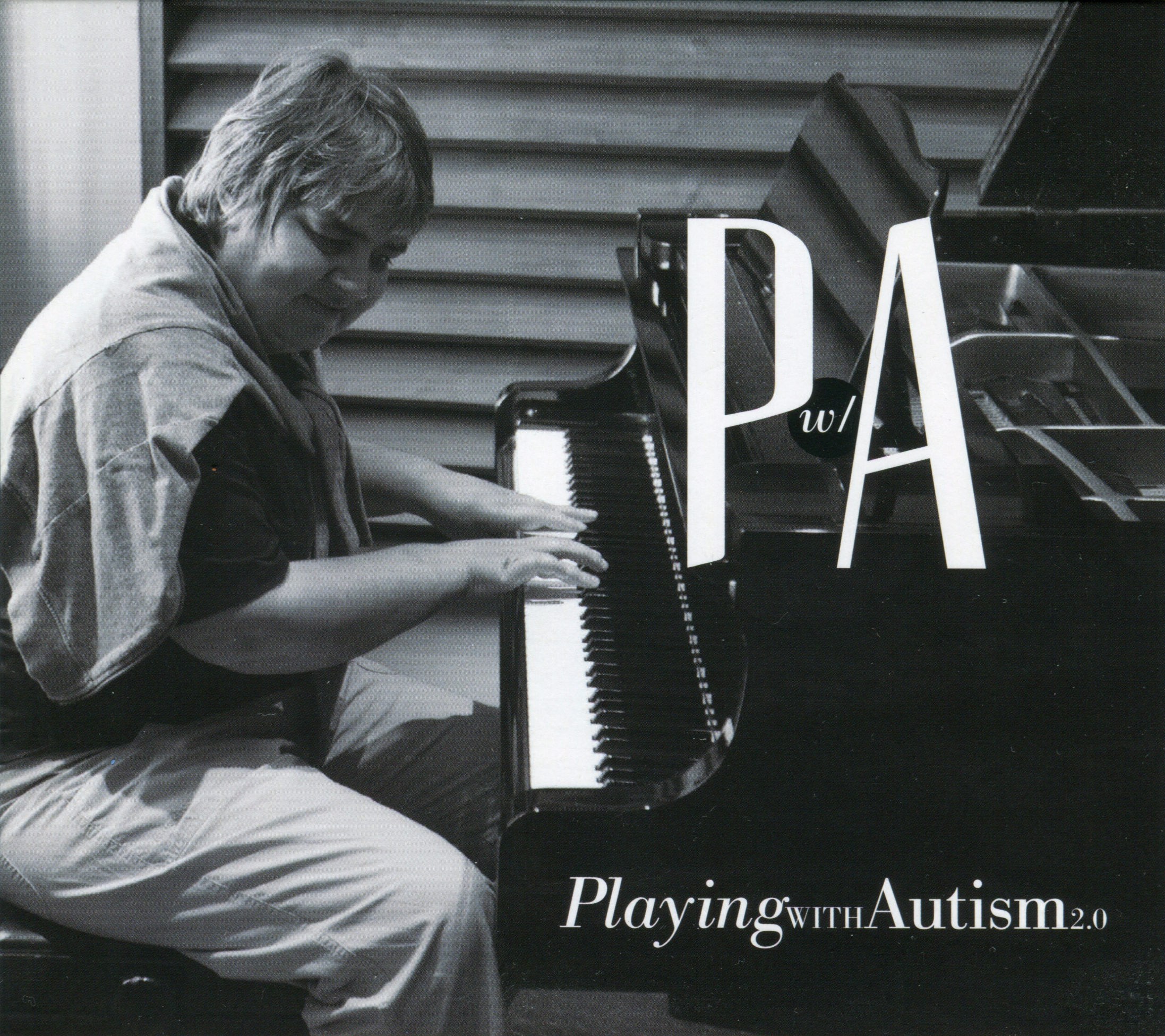
Playing with Autism 2.0